# Tetramorium nefassitense
Tetramorium nefassitense är en myrart som beskrevs av Auguste-Henri Forel 1910. Tetramorium nefassitense ingår i släktet Tetramorium och familjen myror. Inga underarter finns listade i Catalogue of Life.